# WTA-toernooi van San Antonio
Het WTA-toernooi van San Antonio is een jaarlijks terugkerend tennistoernooi voor vrouwen dat wordt georganiseerd in de Amerikaanse stad San Antonio. De officiële naam van het toernooi is San Antonio Open.
De WTA organiseert het toernooi, dat in de categorie "Challenger" valt en wordt gespeeld op hardcourt.
Nadat het toernooi in de zeventiger jaren driemaal had plaatsgevonden (1977–1979) duurde het meer dan 35 jaar voor het weer door de WTA op de kalender werd gezet in 2016.
In 2017 werd het niet georganiseerd.

## Enkel- en dubbelspeltitel in één jaar
| speelster    | in het jaar |
| ------------ | ----------- |
| Kathy Jordan | 1979        |

## Finales

### Enkelspel
| Datum      | Naam                          | Cat.          | ($)           | Ondergrond        | Winnares         | Verliezend finaliste | Uitslag       |               |
| ---------- | ----------------------------- | ------------- | ------------- | ----------------- | ---------------- | -------------------- | ------------- | ------------- |
| 1977-03-20 | McFarlin Cup                  |               | 20.000        | tapijt, binnen    | Billie Jean King | Mary Hamm            | 6-3, 3-6, 6-3 |               |
| 1978-09-11 | Women in Tennis International |               | 35.000        |                   | Stacy Margolin   | Yvonne Vermaak       | 7-5, 6-1      |               |
| 1979-01-08 | Avon Future of San Antonio    |               | 25.000        |                   | Kathy Jordan     | Linda Siegel         | 6-2, 7-5      |               |
| 1980–2015  | geen toernooi                 | geen toernooi | geen toernooi | geen toernooi     | geen toernooi    | geen toernooi        | geen toernooi | geen toernooi |
| 2016-03-14 | San Antonio Open              | Challenger    | 125.000       | hardcourt, buiten | Misaki Doi       | Anna-Lena Friedsam   | 6-4, 6-2      | details       |

### Dubbelspel
| Datum      | Naam                          | Cat.          | ($)           | Ondergrond        | Winnaressen                         | Verliezend finalistes                    | Uitslag       |               |
| ---------- | ----------------------------- | ------------- | ------------- | ----------------- | ----------------------------------- | ---------------------------------------- | ------------- | ------------- |
| 1977-03-20 | McFarlin Cup                  |               | 20.000        | tapijt, binnen    | Karen Krantzcke Kym Ruddell         | Judy Connor Jane Preyer                  | 6-3, 6-0      |               |
| 1978-09-11 | Women in Tennis International |               | 35.000        |                   | Ilana Kloss Marise Kruger           | Laura duPont Françoise Dürr              | 6-1, 6-4      |               |
| 1979-01-08 | Avon Future of San Antonio    |               | 25.000        |                   | Kathy Jordan Wendy White            | Bunny Bruning Valerie Ziegenfuss         | 6-2, 6-2      |               |
| 1980–2015  | geen toernooi                 | geen toernooi | geen toernooi | geen toernooi     | geen toernooi                       | geen toernooi                            | geen toernooi | geen toernooi |
| 2016-03-14 | San Antonio Open              | Challenger    | 125.000       | hardcourt, buiten | Anna-Lena Grönefeld Nicole Melichar | Klaudia Jans-Ignacik Anastasia Rodionova | 6-1, 6-3      | details       |

## Trivia
Het WTA-toernooi US Hardcourt, dat in een reeks verschillende plaatsen in de VS is gehouden, werd in de jaren 1988–1992 in San Antonio georganiseerd.